# Lista de sub-regiões portuguesas ordenadas por balanço comercial
A seguinte lista demostra todas as 25 sub-regiões portuguesas ordenadas por balanço comercial de acordo com os registos de 2021. Todos os dados se baseiam nos registos oficiais do Instituto Nacional de Estatística.
| Sub-região | Sub-região                   | Exportações (2021) | Importações (2021) | Balanço comercial (2021) |
| ---------- | ---------------------------- | ------------------ | ------------------ | ------------------------ |
|            | Alto Minho                   | 1.902,7            | 1.392,4            | 515,3                    |
|            | Alto Tâmega                  | 64,3               | 70,9               | –6,6                     |
|            | Área Metropolitana do Porto  | 11.689,9           | 12.656,8           | –966,9                   |
|            | Ave                          | 4.281,1            | 2.492,8            | 1.788,3                  |
|            | Cávado                       | 2.774,4            | 1.842,8            | 931,6                    |
|            | Douro                        | 113,7              | 168,3              | –54,6                    |
|            | Tâmega e Sousa               | 1.700,9            | 808,6              | 892,3                    |
|            | Terras de Trás-os-Montes     | 776,9              | 683,8              | 93,1                     |
|            | Beira Baixa                  | 195,8              | 126,8              | 69                       |
|            | Beiras e Serra da Estrela    | 535,6              | 481,7              | 53,9                     |
|            | Médio Tejo                   | 894,3              | 866,7              | 27,6                     |
|            | Oeste                        | 1.360,9            | 1.620,3            | –259,4                   |
|            | Região de Aveiro             | 4.546,1            | 4.200,3            | 345,8                    |
|            | Região de Coimbra            | 1.712,2            | 1.214,8            | 497,4                    |
|            | Região de Leiria             | 1.926,7            | 1.523,1            | 403,6                    |
|            | Viseu Dão-Lafões             | 1.459,8            | 1.451,7            | 8,1                      |
|            | Área Metropolitana de Lisboa | 18.743,4           | 38.367,9           | –19.624,5                |
|            | Alentejo Central             | 693,2              | 419,2              | 274                      |
|            | Alentejo Litoral             | 1.409,4            | 847,5              | 561,9                    |
|            | Alto Alentejo                | 390,3              | 303,9              | 86,4                     |
|            | Baixo Alentejo               | 994,7              | 234,1              | 760,6                    |
|            | Lezíria do Tejo              | 1.260,8            | 1.604,2            | –343.4                   |
|            | Algarve                      | 253,6              | 385,3              | –131,7                   |
|            | Açores                       | 130,2              | 147,4              | –17,2                    |
|            | Madeira                      | 267,2              | 246,9              | 20,3                     |
| TOTAL      | TOTAL                        | 63.618,5           | 83.145,7           | –19.527.2                |

1. ↑  «Portal do INE». www.ine.pt. Consultado em 26 de novembro de 2022